# UPM (entreprise)
Pour les articles homonymes, voir UPM.
UPM (United Paper Mills) précédemment UPM-Kymmene Oyj, est une entreprise finlandaise fournissant des produits forestiers et fabricant de papier dans ses usines à papier ou  papeteries à travers le monde.
En 2018, la société comptait 19 271 employés et son chiffre d'affaires était de 10 milliards d'euros.

## Histoire
UPM est le résultat de la fusion d'Yhtyneet Paperitehtaat Oy et de Kymmene Oy survenue en 1996. Au départ, la nouvelle société portait le nom d'UPM-Kymmene. Sa raison sociale a finalement été abrégée.
En 2005, UPM est le septième plus important fabricant de papier du monde la société compte 31 500 employés et son chiffre d'affaires était de 9,3 milliards d'euros.
En mars 2006, UPM a annoncé un programme de restructuration, incluant environ 3 600 licenciements, dont environ 3 000 en Finlande et une fermeture du site de Voikkaa à Kuusankoski. Cela a provoqué le plus grand licenciement de l'histoire de la Finlande.
En octobre 2021, Stora Enso et UPM sont soupçonnées d’entente dans la production de la pâte à papier par l'Union européenne et font l'objet  d'une perquisition, d'autres entreprises finlandaises du secteur sont concernées. Vu l'évolution opposée de l'édition graphique, des papiers de journaux d'une part et de la livraison à domicile d'autre part, les grands groupes ont transformé des lignes de production de papier en lignes de production de carton et ont fermé des usines de papier. La réduction des capacités de production de papier aggrave les pénuries, fait grimper les prix et  accroît les marges. La Commission européenne enquête sur une entente possible entre les grands groupes,.

## Produits
La part du chiffre d'affaires et du résultat opérationnel des différentes activités est en 2018 la suivante:
| Activité                   | Part de chiffre d'affaires | Part de bénéfice |
| -------------------------- | -------------------------- | ---------------- |
| Bio-raffinage              | 25 %                       | 56 %             |
| Énergie                    | 3 %                        | 8 %              |
| Étiquettes auto-adhésives  | 13 %                       | 8 %              |
| Papiers spécialisés        | 12 %                       | 6 %              |
| Documents de communication | 40 %                       | 18 %             |
| Contre-plaqué              | 4 %                        | 3 %              |
| Autres                     | 3 %                        | 1 %              |
| Total                      | 10,5 milliards €           | 1,5 milliard €   |

## Sites de production
Les sites de production sont:
| Pays        | Produits       | Unités de production |
| ----------- | -------------- | --- |
| Autriche    | Papier         | UPM Steyrermühl |
| Autriche    | Forêts et bois | UPM Steyrermühl, scierie |
| Brésil      | Étiquettes     | São Paulo |
| Chine       | Papier         | UPM Changshu |
| Chine       | Étiquettes     | Changshu |
| Estonie     | contreplaqué   | Otepää, usine de contreplaqué |
| Finlande    | Papier         | - UPM Jämsänkoski - UPM Kaukas - UPM Kymi - UPM Kaipola - UPM Rauma - UPM Tervasaari |
| Finlande    | Pulpe          | - UPM Kaukas - UPM Kymi - UPM Pietarsaari |
| Finlande    | Étiquettes     | Tampere |
| Finlande    | Contreplaqué   | - UPM Joensuu, usine de contreplaqué - UPM Jyväskylä, usine de contreplaqué - UPM Pellos, usine de contreplaqué - UPM Savonlinna, usine de contreplaqué - UPM Kalso, usine de placage |
| Finlande    | Forêts et bois | - UPM Alholma, scierie - UPM Kaukas, scierie - UPM Korkeakoski, scierie - UPM Seikku, scierie |
| Finlande    | Énergie        | - UPM Harjavalta, centrale hydroélectrique - UPM Kallioinen, centrale hydroélectrique - UPM Kaltimo, centrale hydroélectrique - UPM Katerma, centrale hydroélectrique - UPM Keltti, centrale hydroélectrique - UPM Kuusankoski, centrale hydroélectrique - UPM Tyrvää, centrale hydroélectrique - UPM Voikkaa, centrale hydroélectrique - UPM Äetsä, centrale hydroélectrique |
| Finlande    | Autres         | - UPM Bio-composites, Lahti (composite bois plastique) - UPM bioraffinerie, Kaukas integrate, Lappeenranta |
| France      | Papier         | - UPM Chapelle Darblay |
| France      | Étiquettes     | - Nancy |
| Allemagne   | Papier         | - UPM Augsburg - UPM Hürth - UPM Ettringen - UPM Norland Papier, Dörpen - UPM Plattling - UPM Schongau - UPM Schwedt |
| Allemagne   | Autres         | UPM Biocomposites, Bruchsal (composite bois plastique) |
| Malaisie    | Étiquettes     | Johor |
| Pologne     | Étiquettes     | - Nowa Wies - Wroclaw |
| Russie      | contreplaqué   | UPM Chudovo, usine de contreplaqué et de placage |
| Royaume-Uni | Papier         | - UPM Caledonian Papier - UPM Shotton, Papier |
| Royaume-Uni | Étiquettes     | Scarborough |
| Uruguay     | Pulpe          | UPM Fray Bentos usine de pâte à papier |
| États-Unis  | Papier         | - UPM Blandin |
| États-Unis  | Étiquettes     | - Fletcher, NC - Dixon, IL - Mills River, NC |

### France
En France, UPM possède / a possédé plusieurs usines :
- Rabopale à Aigrefeuille-d'Aunis (près de La Rochelle) spécialisée dans le rabotage ;
- Chapelle Darblay à Grand-Couronne (près de Rouen). Arrêtée en 2020, fermeture définitive juin 2021, bien que bénéficiaire. Spécialisée dans le papier journal dont elle représentait 25% du marché français. Elle collectait 40% du papier recyclé de France. Elle avait été fondée en 1928.
L'usine est reprise par François Pinault en 1987 pour 1 franc symbolique, largement subventionnées par l'État elle est cédée dès 1990 avec 435 millions de francs de plus-values[7]. 500 millions d'euros d'investissements ont été effectués ces trente-cinq dernières années, dont 300 millions pour la machine à papier de 110 mètres de long qui transforme les fibres en papier journal[8]. Le site où en 1985 a été inventé le procédé de désencrage et de recyclage du papier journal est un outil performant[9]. Jusqu'en 2021, l'usine récupérait 350 000 tonnes de journaux, revues, magazines et prospectus via 350 contrats passés avec des collectivités représentant 24 millions de personnes. Cette usine est un maillon essentiel de l'économie circulaire du papier en France, elle représente 40% de la capacité de recyclage française[10],[11]. Employant 230 salariés, arrêté en juin 2020, le site est maintenu en état de marche jusqu'en juin 2021[12]. À l'issue de tractations menées par la Métropole, l'activité est maintenue, reprise par un consortium dont Veolia fait partie.

- Papeteries de Docelles dans les Vosges. Fermée en 2014[13]. Elle était spécialisée dans le papier bureautique. Ouverte en 1948, il s'agissait de la plus vieille papeterie d'Europe[14] et de la plus ancienne usine de France[15].
En 2017, sur ordre de la direction finlandaise et avec la complicité du directeur du site, UPM sabote les machines, afin de les rendre inutilisables avant de vendre l'usine[14],[16],[17].

- Stracel à Strasbourg, spécialisée dans le papier magazine, est revendue en 2014 aux groupes VPK Packaging et Klingele Papierwerke sous le nom de Blue Paper[18].

- Raflatac à Pompey (près de Nancy) spécialisée dans les étiquettes.

- L'usine d'Aigrefeuille d'Aunis (Charente-Maritime) est spécialisée dans la scierie et la raboterie industrielle et fabrique pour le marché français les produits Wisa-Pro[19].

- Malvaux[20] (située à Loulay), seule entreprise de panneaux du groupe en France, est cédée en 2006 à Green Recovery, fonds d'investissement spécialisé dans les « restructurations » et le rachat des entreprises en faillite. La seconde usine de rabotage, située au Portel, dans le Pas-de-Calais, a été fermée en 2011.

## Actionnariat
Les actionnaires principaux au 31 décembre 2017 sont:
| Actionnaire                                 | %      |
| ------------------------------------------- | ------ |
| Ilmarinen oy                                | 1,32 % |
| Fonds de pension d'État finlandais          | 0,86 % |
| Keva                                        | 0,77 % |
| Elo                                         | 0,76 % |
| Société de littérature suédoise en Finlande | 0,62 % |
| Varma                                       | 0,58 % |
| OP Financial Group                          | 0,47 % |
| Banque nationale suisse                     | 0,45 % |

## Controverses
En 2008, le groupe a été impliqué en France dans une procédure menée par le Conseil de la concurrence pour entente illicite au sein de l'UFC (Union des Fabricants de Contreplaqué). Ces pratiques remontent aux années 1990 et concernent aussi Plysorol, Rougier Panneaux, Joubert, Thébault, Mathé et Allin. Le groupe UPM n'a pas été sanctionné au titre du point IV de l'article L. 464-2 du Code de commerce, ayant coopéré avec l'administration.
Le 10 septembre 2019, UPM annonce la vente de son site Chapelle-Darblay. Cette fermeture mettrait en péril la filière du recyclage papier en France, l'activité étant vouée à être relocalisée à l'étranger.
En juin 2021, UPM annonce la cession du site à Samfi-Paprec. Un projet de production d'hydrogène pourrait succéder à la papeterie.
En octobre, la Métropole Rouen Normandie désapprouve le choix de Samfi et annonce vouloir racheter le site, préférant conserver les capacités de recyclage du site, l'un des plus grands de France. La Métropole est décidée à préempter le site « au nom de l'intérêt général ». L'usine occupe un site de 33 hectares. Samfi-Paprec a déposé une offre à hauteur de 7,5 millions d'euros, tandis que Veolia propose 8 millions. Selon un communiqué de la Métropole, le projet de Samfi-Paprec « comprend une activité de tri de déchets, sans recyclage, et la mise en place d'ici trois à cinq ans d'une unité de production d'hydrogène »; « les compétences et la valeur ajoutée de la Chapelle-Darblay en matière de recyclage papier/carton, uniques en France par leur nature et leur ampleur industrielle, seraient alors perdues »,.
En 2022, la Métropole de Rouen confirme sa décision de préempter le site non démantelé et ouvre la voie au maintien de l'activité historique de transformation et de recyclage de papier. La démarche juridique de la Métropole vise à annuler la vente de la papeterie au consortium Samfi-Paprec. Le prix de l'ensemble des biens immobiliers constitutifs du site industriel est de 5 millions d'euros. L'objectif de continuité d'une activité industrielle papetière et de ses activités de recyclage impose d'élargir le périmètre de cette acquisition à celui des autres outils de production et équipements nécessaires dont la valeur a été arrêtée en accord avec UPM France à un montant global de 3 millions d'euros. Le consortium Veolia/Fibre Excellence s'est porté candidat pour reprendre l'exploitation et prolonger le développement de l'usine en répondant aux enjeux industriels et environnementaux de la Métropole. La revente de l'ensemble contre 8 millions d'euros (9,6 millions d'euros TTC) par la Métropole en fait une opération blanche pour la Métropole aux frais près. Cette reprise ouvre la porte à la relocalisation en France du recyclage papier qui avait été transféré en Belgique et en Allemagne,,,.
L'usine est à l'arrêt depuis 2020, Fibre Excellence s’est donné comme objectif de boucler le financement d’ici la fin d’année 2024 pour une reprise de l’activité en 2027. 245 millions d'Euros d’investissements sont nécessaires, dont 37 de fonds propres fournit  par l'entreprise. Le site produira du PPO (papier pour onduler), nécessaire à la fabrication d’emballages cartons, un marché jugé « plus porteur que le papier journal ».
Pour Fibre Excellence, le plan de financement n'est pas bouclé. Les maires de Rouen et de Grand-Couronne ainsi que la CGT demande à l'état d'accorder un prêt au potentiel repreneur de la papeterie de Chapelle-Darblay. 200 emplois sont menacés. En juin 2025, l’État s’engage financièrement pour sauver la papeterie Chapelle-Darblay à hauteur de 52 millions d’euros, « conditionné à la levée de fonds privés que doit désormais engager Fibre Excellence ».

### Documentaire
- Elizabeth Philibert, « Marianne Lère Laffitte, "L'Usine, le Bon, la Brute et le Truand" », sur francetvinfo.fr, 1er janvier 2024 (consulté le 3 janvier 2024)  le combat de trois salariés pour sauver leur usine Chapelle Darblay(UPM), en Seine-Maritime, la dernière à fabriquer du papier journal 100% recyclé en France